# Cái hài
Cái hài (tiếng Pháp: comique) là phạm trù mỹ học phản ánh một hiện tượng phổ biến của thực tế đời sống vốn có khả năng tạo ra tiếng cười ở những cung bậc và sắc thái khác nhau. Đó là sự mâu thuẫn, sự không tương xứng mà người ta có thể cảm nhận được về phương diện xã hội – thẩm mĩ (chẳng hạn hình thức với nội dung, hành dộng với tình huống, mục đích và phương tiện, bản chất và biểu hiện,...). Trong đó, hoặc là chính bản thân mâu thuẫn hoặc là một trong những mặt của nó đối lập với những lí tưởng thẩm mĩ cao đẹp.

## Định nghĩa
Séc-nư-sép-xki, nhà văn, nhà tư tưởng Nga định nghĩa: "Cái hài là sự trống rỗng và sự vô nghĩa bên trong được che đậy bằng một cái vỏ huênh hoang tự cho rằng có nội dung và ý nghĩa thực sự.".
Cái hài gắn với cái buồn cười, nhưng không phải cái buồn cười nào cũng trở thành cái hài.
Cái hài bao hàm một ý nghĩa xã hội gắn liền với sự khẳng định lí tưởng thẩm mĩ cao cả. Nó là sự phê phán mang tính cảm xúc sáng tạo tích cực, và có sức công phá mạnh mẽ đối với những cái xấu xa lỗi thời. Sức mạnh phê phán của nó vừa có tính phủ định lại vừa mang ý nghĩa khẳng định. Nó phủ định cái lỗi thời xấu xa nhân danh cái cao đẹp.
Cái hài là cơ sở quy định đặc trưng của xung đột nghệ thuật trong thể loại hài kịch. Đó là loại xung đột giữa cái vốn là hiện tượng của đời sống thực tế với cái mà nó (hiện tượng) cố ý làm ra thế, muốn tỏ ra, muốn giả bộ thế.
Trong văn học, nghệ thuật, tiếng cười thường có nhiều cung bậc và mang những sắc thái khác nhau. Người ta thường coi umua, hài hước là cung bậc đầu tiên và châm biếm là cung bậc cuối cùng. Trong umua, phép biện chứng của trí tưởng tượng phóng khoáng hé mở cho ta thấy đằng sau cái tầm thường là cái cao quý, sau cái điên rồ là cái anh minh, sau cái buồn cười là nỗi đau. Trái lại, trong châm biếm, đối tượng của tiếng cười là thói hư tật xấu, nên nổi bật lên là giọng đả kích, phủ định, tố cáo. Tiếng cười còn mang những sắc thái phong phú đa dạng: cười khinh bỉ, cười thiện cảm, cười nghiêm khắc, cười chua chát,...
Đối với cái hài, dù ở cung bậc nào của tiếng cười cũng cần có ba yếu tố tạo thành sau đây: Một là, bản chất mang tính hài của đối tượng mà ai cũng dễ dàng cảm nhận được. Đây là yếu tố cơ bản. Hai là, sự cường điệu những đường nét, kích thước và những liên hệ của chúng trong việc mô tả đối tượng. Ba là, sự sắc bén, ý nhị, hóm hỉnh của người thể hiện nhằm làm tăng thêm hiệu quả của tiếng cười.